# Tollinghin
Tollinghin, également orthographié Tollingui, est une commune rurale située dans le département de Kogho de la province du Ganzourgou dans la région du Plateau-Central au Burkina Faso.

## Géographie
Tollinghin est localisé à environ 7 km au sud-ouest de Kogho.

## Santé et éducation
Tollinghin accueille un centre de santé et de promotion sociale (CSPS) tandis que le centre médical (CMA) le plus proche se trouve à Boulsa.